# Kevin van Diermen
Kevin Robin van Diermen (Amersfoort, 3 luglio 1989) è un ex calciatore olandese, di ruolo difensore.

## Carriera

### Club
È cresciuto calcisticamente fra Feyenoord, IJsselmeervogels e Vitesse. Nella stagione 2006-2007 ha debuttato fra i professionisti con la maglia del Vitesse: il 15 aprile 2007, nell'incontro di campionato Az Alkmaar-Vitesse (1-0), è subentrato a Ruud Knol al minuto 69. Il 3 gennaio 2011 si è trasferito in prestito fino al termine della stagione al Go Ahead Eagles. Ha debuttato con la nuova maglia il 24 gennaio 2011, in Go Ahead Eagles-Telstar (1-2). Al termine della stagione è tornato al Vitesse. Dopo una stagione in cui ha collezionato una sola presenza, nell'estate 2012 si è trasferito a titolo definitivo all'Excelsior Rotterdam. Il debutto in campionato è avvenuto l'11 agosto 2012, in De Graafschap-Excelsior (2-0). Ha militato nel club rossonero per quattro stagioni, totalizzando 98 presenze e 2 reti. Nel febbraio 2016 si è trasferito in prestito al NAC Breda. Al termine della stagione si è trasferito a titolo definitivo al NAC Breda. Il 31 gennaio 2017 ha rescisso il proprio contratto in il club giallonero e si è trasferito al De Graafschap. Ha militato nel club biancoazzurro fino al termine della stagione successiva, totalizzando 36 presenze. Rimasto svincolato, il 14 luglio 2018 è stato ingaggiato dal IJsselmeervogels. Ha militato nelle file dei De Rooien fino al 2021, totalizzando 49 presenze e una rete.

### Nazionale
Ha fatto parte delle selezioni Under-19 e Under-20 dei Paesi Bassi.

## Statistiche

### Presenze e reti nei club
| Stagione                   | Squadra                    | Campionato                 | Campionato | Campionato | Coppe nazionali | Coppe nazionali | Coppe nazionali | Coppe continentali | Coppe continentali | Coppe continentali | Altre coppe | Altre coppe | Altre coppe | Totale | Totale |
| Stagione                   | Squadra                    | Comp                       | Pres       | Reti       | Comp            | Pres            | Reti            | Comp               | Pres               | Reti               | Comp        | Pres        | Reti        | Pres   | Reti   |
| -------------------------- | -------------------------- | -------------------------- | ---------- | ---------- | --------------- | --------------- | --------------- | ------------------ | ------------------ | ------------------ | ----------- | ----------- | ----------- | ------ | ------ |
| 2006-2007                  | Vitesse                    | E                          | 1+0        | 0+0        | CO              | 0               | 0               | -                  | -                  | -                  | -           | -           | -           | 1      | 0      |
| 2007-2008                  | Vitesse                    | E                          | 6          | 0          | CO              | 0               | 0               | -                  | -                  | -                  | -           | -           | -           | 6      | 0      |
| 2008-2009                  | Vitesse                    | E                          | 9          | 0          | CO              | 0               | 0               | -                  | -                  | -                  | -           | -           | -           | 9      | 0      |
| 2009-2010                  | Vitesse                    | E                          | 22         | 0          | CO              | 2               | 0               | -                  | -                  | -                  | -           | -           | -           | 24     | 0      |
| 2010-gen. 2011             | Vitesse                    | E                          | 0          | 0          | CO              | 0               | 0               | -                  | -                  | -                  | -           | -           | -           | 0      | 0      |
| Totale Vitesse             | Totale Vitesse             | Totale Vitesse             | 38         | 0          |                 | 2               | 0               |                    | -                  | -                  |             | -           | -           | 40     | 0      |
| 2010-2011                  | Go Ahead Eagles            | ED                         | 8+0        | 1+0        | KNVBB           | 0               | 0               | -                  | -                  | -                  | -           | -           | -           | 8      | 1      |
| 2011-2012                  | Vitesse                    | ED                         | 1          | 0          | KNVBB           | 0               | 0               | EL                 | 0                  | 0                  | -           | -           | -           | 1      | 0      |
| 2012-2013                  | Excelsior Rotterdam        | ED                         | 30         | 0          | CO              | 1               | 0               | -                  | -                  | -                  | -           | -           | -           | 31     | 0      |
| 2013-2014                  | Excelsior Rotterdam        | ED                         | 35+4       | 2+0        | CO              | 3               | 0               | -                  | -                  | -                  | -           | -           | -           | 42     | 2      |
| 2014-2015                  | Excelsior Rotterdam        | E                          | 19         | 0          | CO              | 2               | 0               | -                  | -                  | -                  | -           | -           | -           | 21     | 0      |
| 2015-gen. 2016             | Excelsior Rotterdam        | E                          | 4          | 0          | KNVBB           | 0               | 0               | -                  | -                  | -                  | -           | -           | -           | 4      | 0      |
| Totale Excelsior Rotterdam | Totale Excelsior Rotterdam | Totale Excelsior Rotterdam | 92         | 2          |                 | 6               | 0               |                    | -                  | -                  |             | -           | -           | 98     | 2      |
| feb.-giu. 2016             | NAC Breda                  | ED                         | 11         | 2          | CO              | 0               | 0               | -                  | -                  | -                  | -           | -           | -           | 11     | 2      |
| 2016-gen. 2017             | NAC Breda                  | ED                         | 15         | 1          | CO              | 1               | 0               | -                  | -                  | -                  | -           | -           | -           | 16     | 1      |
| Totale NAC Breda           | Totale NAC Breda           | Totale NAC Breda           | 26         | 3          |                 | 1               | 0               |                    | -                  | -                  |             | -           | -           | 27     | 3      |
| gen.-giu. 2017             | De Graafschap              | ED                         | 15         | 0          | CO              | 0               | 0               | -                  | -                  | -                  | -           | -           | -           | 15     | 0      |
| 2017-2018                  | De Graafschap              | ED                         | 18+3       | 0+0        | CO              | 0               | 0               | -                  | -                  | -                  | -           | -           | -           | 21     | 0      |
| Totale De Graafschap       | Totale De Graafschap       | Totale De Graafschap       | 36         | 0          |                 | 0               | 0               |                    | -                  | -                  |             | -           | -           | 36     | 0      |
| 2018-2019                  | IJsselmeervogels           | TD                         | 29         | 0          | CO              | 1               | 0               | -                  | -                  | -                  | -           | -           | -           | 30     | 0      |
| 2019-2020                  | IJsselmeervogels           | TD                         | 12         | 0          | CO              | 3               | 0               | -                  | -                  | -                  | -           | -           | -           | 15     | 0      |
| 2020-2021                  | IJsselmeervogels           | TD                         | 4          | 1          | CO              | 0               | 0               | -                  | -                  | -                  | -           | -           | -           | 4      | 1      |
| Totale IJsselmeervogels    | Totale IJsselmeervogels    | Totale IJsselmeervogels    | 45         | 1          |                 | 4               | 0               |                    | -                  | -                  |             | -           | -           | 49     | 1      |
| Totale carriera            | Totale carriera            | Totale carriera            | 246        | 7          |                 | 13              | 0               |                    | 0                  | 0                  |             | -           | -           | 259    | 7      |